# 馬泰伸
馬泰伸（16世紀—1643年1月20日），字惟舒，山東濟南府武定州商河縣人，明朝政治人物。

## 生平
馬泰伸是萬曆三十七年（1609年）的舉人，四十七年（1619年）中會試副榜，授鹽山知縣，縣內暴雨成災、土地貧瘠，城廓和公署都因大雨倒塌，他籌畫修葺，人民不知勞累；又平均當地賦役、審視徭役、振興文教，任內有十人登科。陞任滄州知州，滄州是地方要道，賦役繁重，他多方調劑如在鹽山，同時抓捕佔人田產的奸僧、將搶奪婦女者正法，豪強都因此懾服，七個月候因父親逝世回鄉。崇禎十五年十二月二日（合1643年），商河西門城陷，他不屈服而死，妻子張氏也抗節殉夫。

## 引用
1. 1 2  民國《重修商河縣志·卷八·人物志》：馬泰伸，字惟舒，萬歷己酉舉人，己未會試副榜，授鹽山知縣。邑苦潦且瘠，城廓公署傾圮殆盡，區畫補葺，民不知勞；平賦役、審差徭，振興文教，士登科者十人。擢知滄州，路當孔道，役煩賦重，多方釐剔，一如在鹽，捕奸僧佔人田產、搶奪婦女者置之法，豪強莫不畏服，閱七月丁父艱歸；崇禎十五年壬午十二月二日，西門城陷，不屈死節，妻張氏亦抗節殉夫難。